# Nerman Fatić
Nerman Fatić (ur. 24 października 1994 w Sarajewie) – bośniacki tenisista, reprezentant kraju w rozgrywkach Pucharu Davisa.

## Kariera tenisowa
W karierze zwyciężył w jednym singlowym turnieju cyklu ATP Challenger Tour. Ponadto wygrał sześć singlowych oraz jedenaście deblowych turniejów rangi ITF.
W rankingu gry pojedynczej najwyżej był na 195. miejscu (3 października 2022), a w klasyfikacji gry podwójnej na 449. pozycji (21 marca 2022).

### Zwycięstwa w turniejach ATP Challenger Tour

#### Gra pojedyncza
| Końcowy wynik | Nr | Data             | Turniej | Nawierzchnia | Przeciwnik    | Wynik finału |
| ------------- | -- | ---------------- | ------- | ------------ | ------------- | ------------ |
| Zwycięzca     | 1. | 25 września 2022 | Sybin   | Ceglana      | Damir Džumhur | 6:3, 6:4     |